# Kimballton
Kimballton és una població dels Estats Units a l'estat d'Iowa. Segons el cens del 2000 tenia 342 habitants.

## Demografia
Segons el cens del 2000, Kimballton tenia 342 habitants, 151 habitatges, i 94 famílies. La densitat de població era de 173,7 habitants/km².
Dels 151 habitatges en un 29,1% hi vivien nens de menys de 18 anys, en un 57% hi vivien parelles casades, en un 2,6% dones solteres, i en un 37,1% no eren unitats familiars. En el 35,1% dels habitatges hi vivien persones soles el 19,9% de les quals corresponia a persones de 65 anys o més que vivien soles. El nombre mitjà de persones vivint en cada habitatge era de 2,26 i el nombre mitjà de persones que vivien en cada família era de 2,88.
Per edats la població es repartia de la següent manera: un 24,9% tenia menys de 18 anys, un 5,8% entre 18 i 24, un 24,6% entre 25 i 44, un 21,3% de 45 a 60 i un 23,4% 65 anys o més.
L'edat mediana era de 40 anys. Per cada 100 dones de 18 o més anys hi havia 91,8 homes.
La renda mediana per habitatge era de 32.188 $ i la renda mediana per família de 37.125 $. Els homes tenien una renda mediana de 26.932 $ mentre que les dones 16.364 $. La renda per capita de la població era de 13.514 $. Entorn de l'11,2% de les famílies i l'11,9% de la població estaven per davall del llindar de pobresa.

## Poblacions més properes
El següent diagrama mostra les poblacions més properes.